# Crna Glava
Crna Glava (en serbe cyrillique : Црна Глава) est un village de Serbie situé dans la municipalité de Raška, district de Raška. Au recensement de 2011, il comptait 202 habitants.

## Démographie
| 1948 | 1953 | 1961 | 1971 | 1981 | 1991 | 2002 | 2011 |
| ---- | ---- | ---- | ---- | ---- | ---- | ---- | ---- |
| 674  | 701  | 675  | 609  | 484  | 358  | 246  | 202  |

|  |